# Moutonneau
Moutonneau är en kommun i departementet Charente i regionen Nouvelle-Aquitaine i västra Frankrike. Kommunen ligger  i kantonen Mansle som ligger i arrondissementet Confolens. År 2022 hade Moutonneau 104 invånare.

## Befolkningsutveckling
Antalet invånare i kommunen Moutonneau
Referens:INSEE